# Malacoraja obscura
Malacoraja obscura är en rockeart som beskrevs av Carvalho, Gomes och Gadig 2005. Malacoraja obscura ingår i släktet Malacoraja och familjen egentliga rockor. IUCN kategoriserar arten globalt som otillräckligt studerad. Inga underarter finns listade i Catalogue of Life.